# Basilika des Herrn von Monserrate

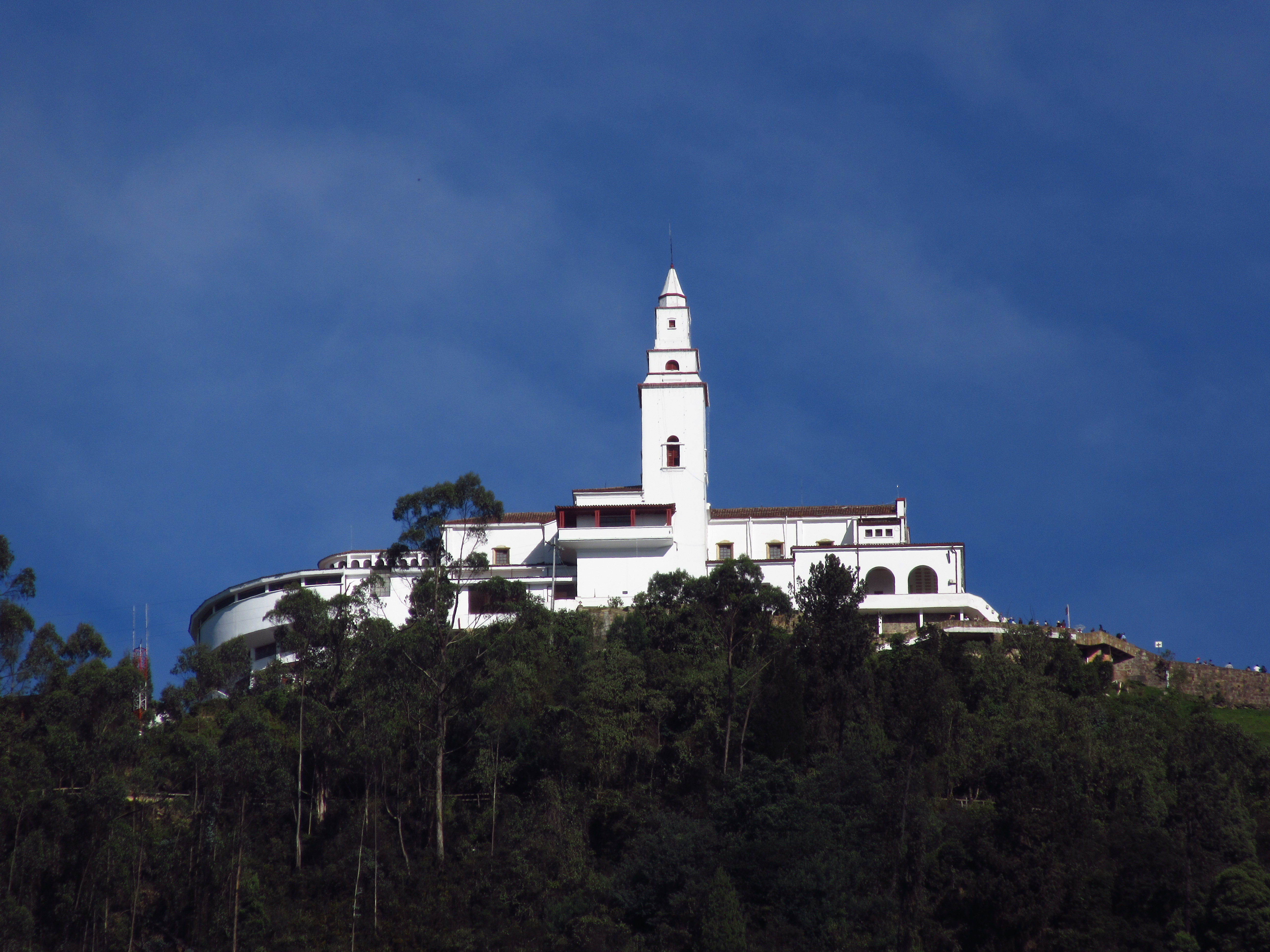
Basilika auf dem Monserrate

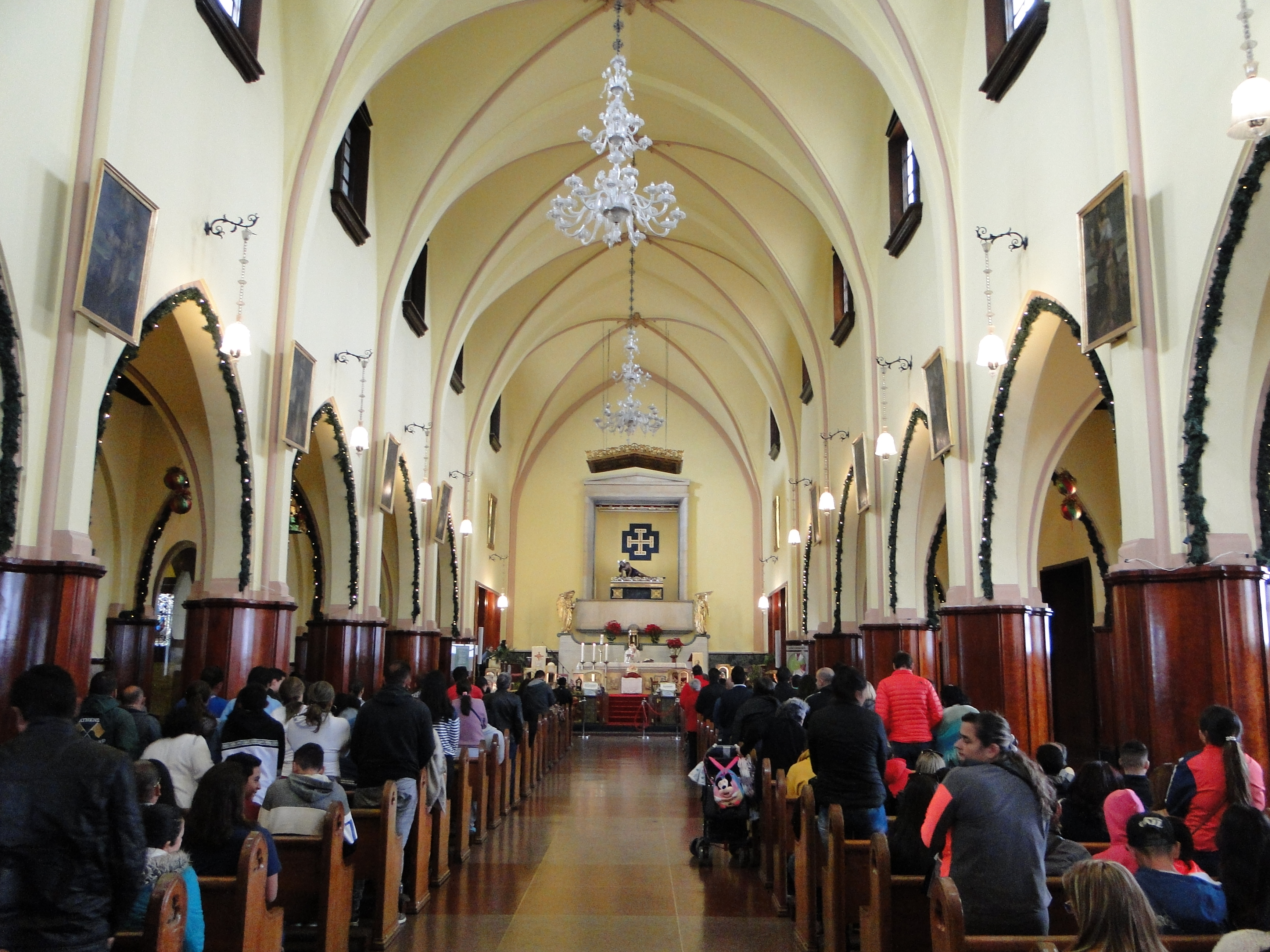
Innenraum der Basilika

Die Basilika des Herrn von Monserrate (spanisch Basílica del Señor de Monserrate) ist ein Heiligtum auf dem 3152 Meter hohen Berg Monserrate im östlichen Stadtteil Santa Fe von Bogotá, der Hauptstadt von Kolumbien. Die Wallfahrtskirche der beliebten Pilgerstätte des Erzbistums Bogotá wurde unter der Anrufung des gefallenen Herrn (El Señor Caído) geweiht und 1920 eröffnet.

## Geschichte
Zwischen den 1620er und 1630er Jahren wurde das Fest des Heiligen Kreuzes auf dem hohen Berg von Las Nieves gefeiert. Am Aufstiegsweg wurden erst Kreuzwegstationen errichtet, anschließend eine Einsiedelei oben am Berg. Dieser Bau hatte eine Kapelle und ein angeschlossenes Kloster, in dem zunächst Augustiner-Rekollekten lebten. Zur Förderung der Verehrung wurde das Heiligtum Unserer Lieben Frau vom Kreuz von Monserrate geweiht, der Onkel des Mitgründers Pedro Solís war Abt im spanischen Kloster Montserrat. Die 1640 geschaffene Nachbildung der Jungfrau von Montserrat gab damit dem Berg den Namen, sie wird von der kolumbianischen Flagge und der Flagge Kataloniens flankiert. Die ursprüngliche Figur verschwand 1950 und wurde 1996 durch eine Spende des Klosters Montserrat ersetzt.

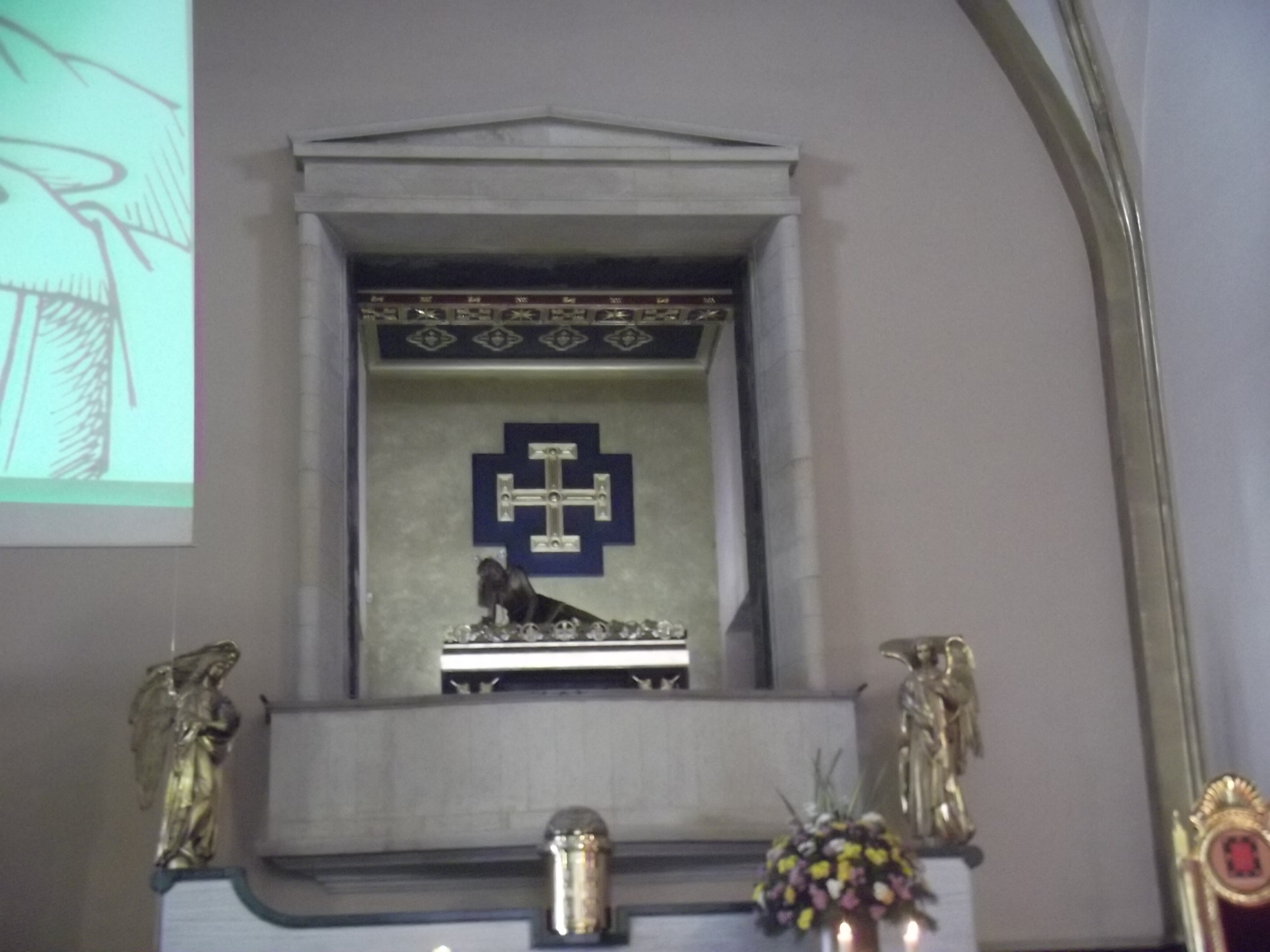
Christusstatue

Die Christusstatue des Heiligtums wurde 1656 von Pedro de Lugo Albarracín gefertigt, die in Holz geschnitzte Statue ist mit einigen Blei- und Silberstücken versehen. Die Christusdarstellung erlangte bald die größere Bedeutung zur Marienfigur und bestimmt das Patrozinium.
Beginn des 20. Jahrhunderts stieg die Verehrung des Herrn von Monserrate an und löste den vergrößerten Neubau der Kirche aus. Am 3. Mai 1915, dem Festtag des Heiligen Kreuzes, begann der Abriss der mehr als zweieinhalb Jahrhunderte alten Einsiedelei. Der Bau der neugotischen Basilika wurde nach Plänen des Architekten Arturo Jaramillo Concha errichtet, Pilger brachten Ziegelsteine für den Bau mit. Nach fünf Jahren konnte die Kirche der Passion Christi geweiht werden, die Bauarbeiten dauerten bis 1925. Aus Anlass des dreihundertjährigen Bestehens des Bildes des gefallenen Herrn erhob Papst Pius XII. die Kirche von Monserrate am 25. Mai 1956 zur Basilica minor.